# Drúadan
Drúadan es una localización ficticia que forma parte del legendarium creado por el escritor británico J. R. R. Tolkien y que aparece en su novela El Señor de los Anillos. Es el bosque en el que habitan los drúedain, una raza atípica de hombres, durante el periodo en el que se desarrolla la novela.

## Geografía
El bosque de Drúadan se encuentra situado en el reino de Gondor, en la Tierra Media, más concretamente en la región de Anórien y cerca de donde la cordillera de Ered Nimrais finaliza al este. 
En el centro del bosque se encontraba el Eilenach, un pico alto en cuya cima se hallaba la segunda de las almenaras que Gondor construyó para comunicarse con sus aliados en caso de necesidad. Sus laderas estaban cubiertas por frondosos pinares.

## Historia
En el año 3019 de la Tercera Edad, el bosque de Drúadan estaba habitado por los drúedain; estos ofrecieron su ayuda a los caballeros de Rohan, quienes atravesaron el bosque con el objetivo de llegar a Minas Tirith, capital del reino de Gondor, durante la Guerra del Anillo.
Finalizada la Guerra del Anillo y de camino a Edoras, capital del reino de Rohan, una compañía que transportaba el cuerpo del fallecido rey Théoden atravesó Drúadan y fue recibida por los drúedain con redobles de tambores; los heraldos del rey Elessar les anunciaron que a partir de ese momento el bosque pasaría a estar bajo el mando oficial de Ghân-buri-Ghân, prohibiendo además el paso a cualquier hombre si no era antes autorizado por los drúedain.